# Os (Hedmark)
 For alternative betydninger, se Os. (Se også artikler, som begynder med Os)
Os er en kommune i Innlandet fylke i Norge.
Den grænser i nord til Midtre Gauldal og Holtålen, i nordøst til Røros, i sydøst til Engerdal, i sydvest til Tolga og i vest til Tynset. Højeste punkt i kommunen er Nordre Sålekinna der er 1.595 moh. Kommunen havde i 2019 1892 indbyggere.

## Geografi
Forollhogna nationalpark ligger delvist i kommunen.
Kommunecenteret ligger i Os, ved Rørosbanen, Glåma og rigsvej 30. Nordover fortsætter vej og bane til Røros og Gauldalen. 

## Historie
Os var del af Tolga formandskabsdistrikt fra 1837. 
I 1926 blev Os skilt ud fra Tolga som selvstændig kommune. Etter delingen havde Os 1.936 indbyggere.
1. januar 1966 blev Tolga og Os kommuner slået sammen til den nye Tolga-Os kommune. Os havde ved sammenlægningen 2.015 indbyggere.
1. januar 1976 blev Tolga-Os igen delt i Tolga og Os kommuner. Os havde da et indbyggertal på 1.859 ved delingen.